# Łosie (powiat gorlicki)

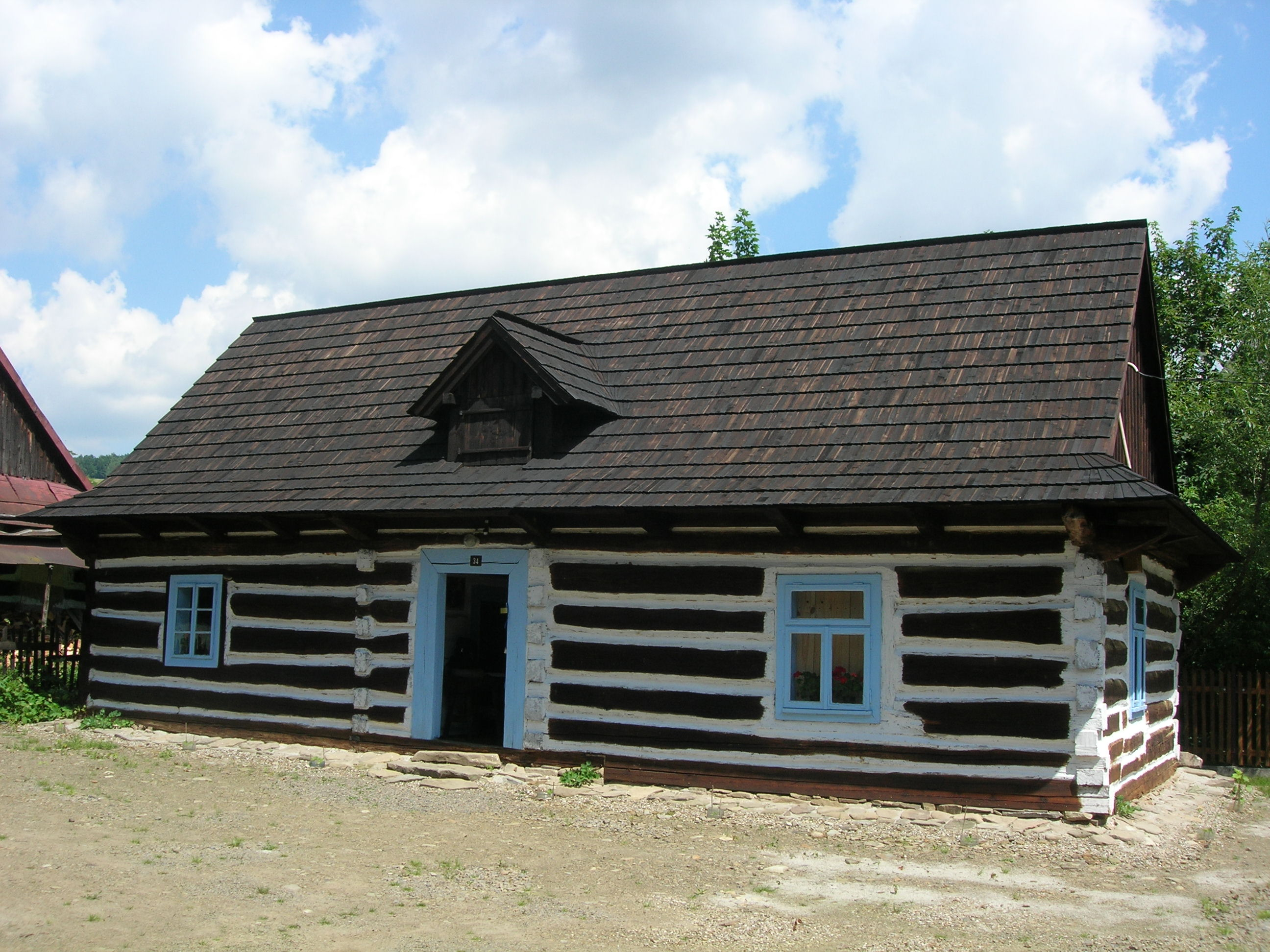
Skansen zagroda maziarska w Łosiu

Łosie (łem. Лося) – wieś w Polsce położona w województwie małopolskim, w powiecie gorlickim, w gminie Ropa.
Łosie w nazwie wsi to rzeczownik nijaki w liczbie pojedynczej. Nazwę tę odmienia się rzeczownikowo, podobnie jak Międzylesie (M = Łosie; D = Łosia; C = Łosiu) inaczej niż jednobrzmiącą nazwę łemkowskiej wsi koło Krynicy. Przymiotnikiem utworzonym od nazwy wsi jest łoski. 
Integralne części miejscowości: Na Szlabancie, Niżny Koniec, Telechówki, Wyżny Koniec, Zawoda.

## Historia
Początki tych terenów sięgają przed 1359, kiedy to Kazimierz Wielki nadał ziemie w dolinie rzeki Ropy wraz z istniejącą wsią Losze Janowi Gładyszowi z Szymbarku. Synowie Jana Gładysza lokowali ponownie wieś Łosie w XIV wieku. Osada była pierwotnie zamieszkana przez ludność łemkowską, co uległo zmianie w 1947 wraz z akcją „Wisła”. Od końca XIX w. Łemkowie z Łosia znani byli z wytwórstwa smaru do maszyn i pojazdów (tzw. mazi) oraz ludowych medykamentów wytwarzanych z wydobywanej na małą skalę ropy naftowej i produkowanego w wyniku destylacji drewna dziegciu. Produkty te sprzedawali w trakcie podróży odbywanych charakterystycznymi wozami, samych producentów-kupców zaś nazywano „maziarzami”. Maziarze z Łosia handlowali swoimi wyrobami na dużą skalę: jeździli do Warszawy, Kalisza, Łomży oraz na Słowację, do Siedmiogrodu i Moraw. Docierali nawet do Rygi i Jekaterynburga.
O burzliwej historii wsi świadczy fakt trzykrotnej lokacji. Przez bardzo długi czas była w posiadaniu rodów szlacheckich. Między innymi w końcu XVI wieku właścicielami Łosia zostali Potoccy herbu Szreniawa. W XVII w. właścicielem wsi był m.in. Wacław Potocki – poeta epoki baroku.
W latach 1954–1958 wieś należała i była siedzibą władz gromady Łosie, po jej zniesieniu w gromadzie Ropa. W latach 1975–1998 miejscowość należała administracyjnie do województwa nowosądeckiego.
W latach 1973–1991 w gminie Uście Gorlickie.

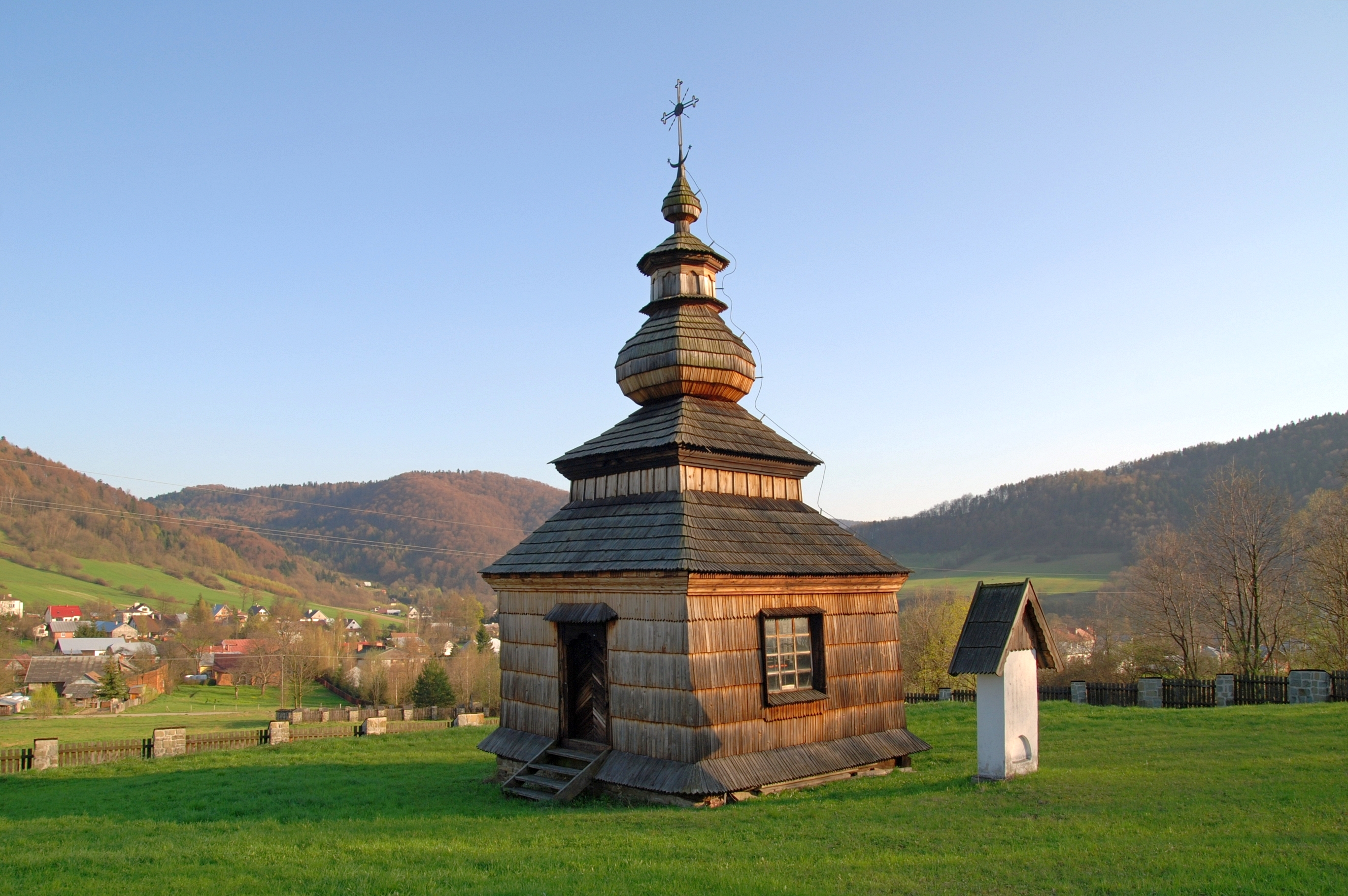
Kaplica cmentarna
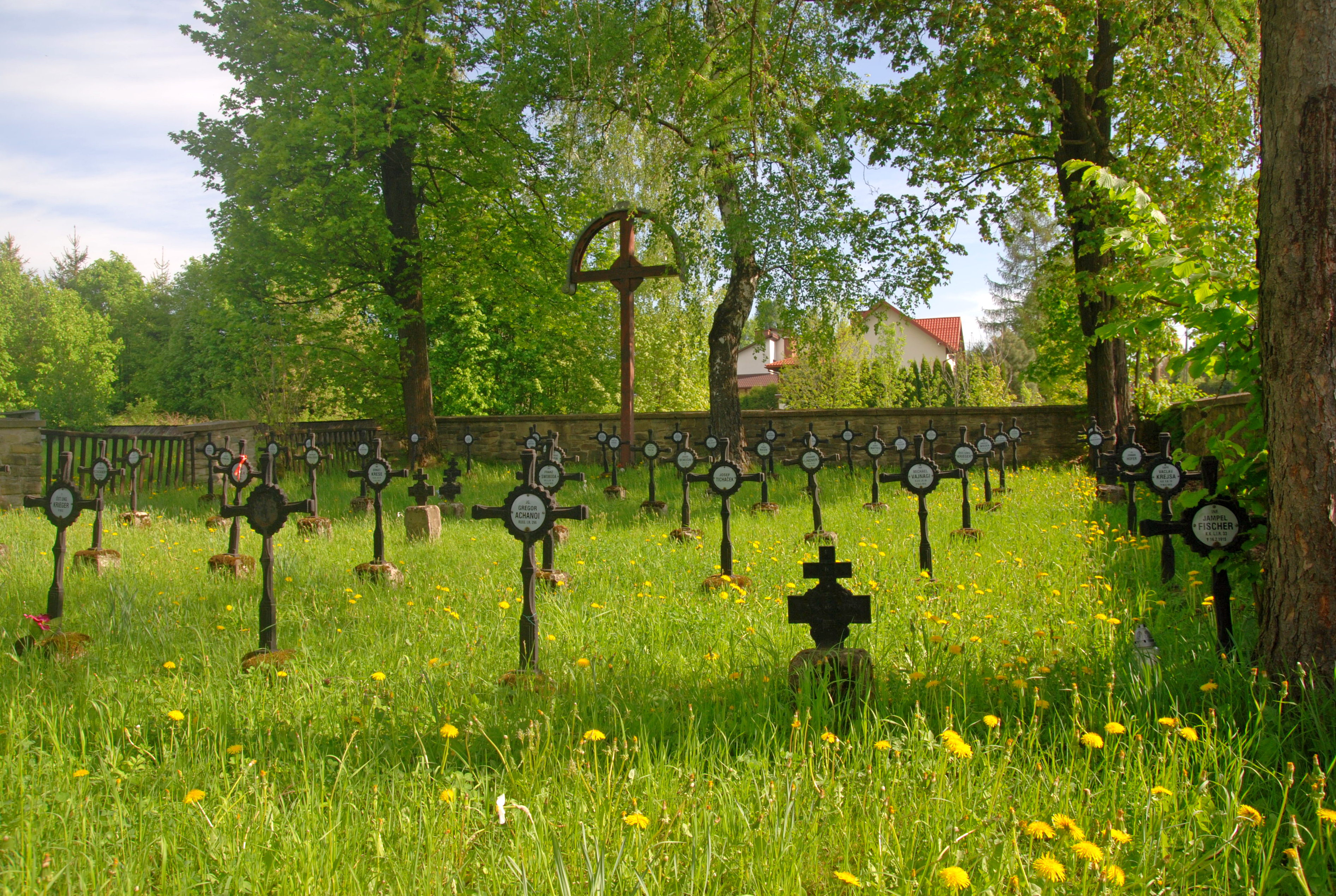
Cmentarz wojenny nr 71
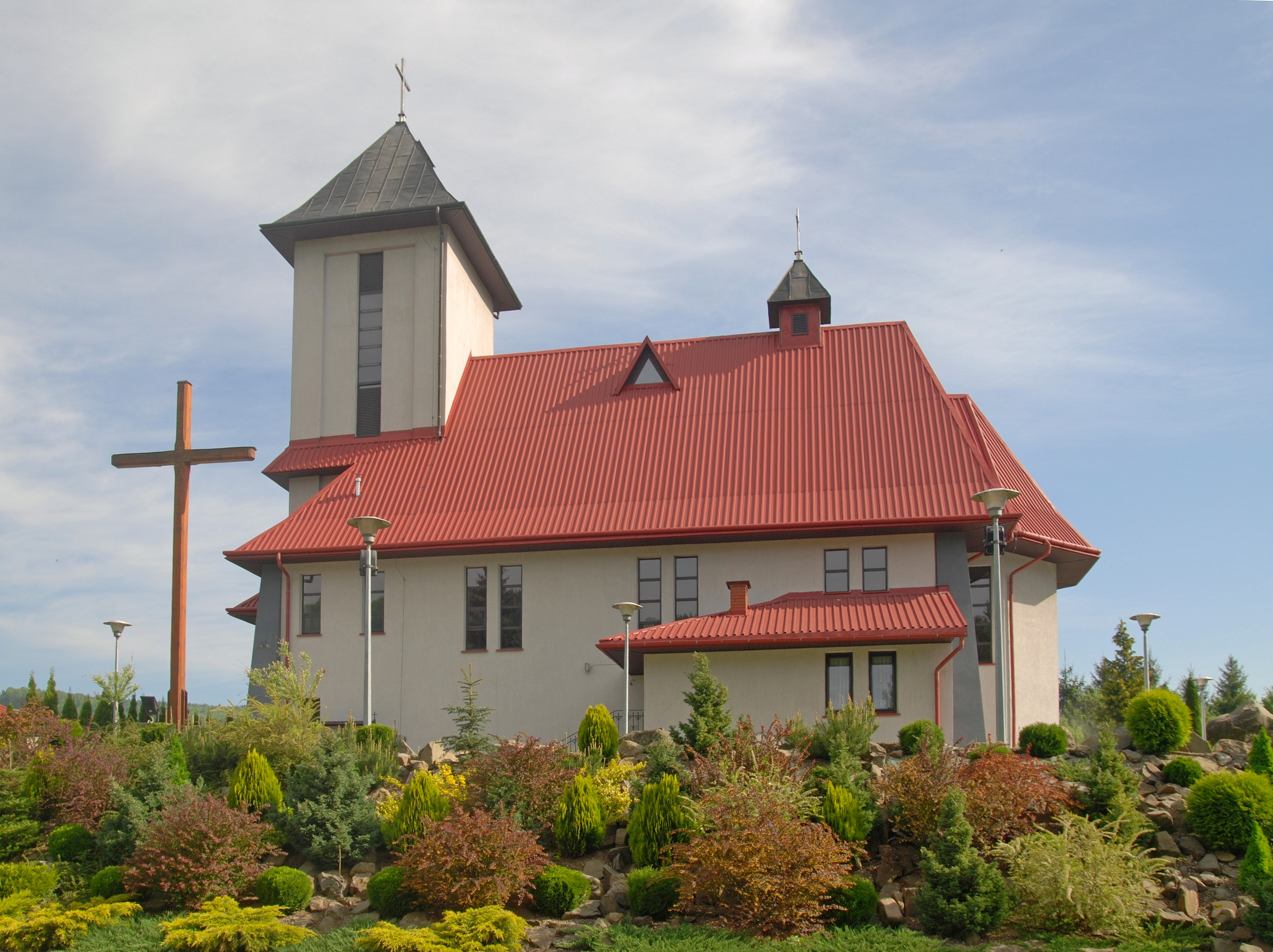
Kościół parafialny

## Zabytki
Obiekty wpisane do rejestru zabytków nieruchomych województwa małopolskiego
- zespół cerkwi greko-kat. pw. Narodzenia NMP;
  - drewniana cerkiew greckokatolicka pw. Narodzenia NMP z 1810, często rozbudowywana a w 1928 znacznie powiększona. Parafia greckokatolicka w Łosiu należy do dekanatu krakowsko-krynickiego.
  - dzwonnica, wybudowana przed 1939;
  - cmentarz przykościelny;
  - ogrodzenie z bramką;
- cmentarz wojenny nr 71 z I wojny światowej, zaprojektowany przez Hansa Mayra.

Inne zabytki
- zagroda maziarska – skansen etnograficzny[9].
- drewniana kaplica cmentarna z 1754 na nowym cmentarzu. Pierwotnie prezbiterium cerkwi w Klimkówce. Po zbudowaniu w tej wsi nowej murowanej cerkwi w 1914 przeniesiona na cmentarz. W 1989, przed zalaniem Klimkówki przez wody jeziora przeniesiona na cmentarz w Łosiu.